# Stupas de Bhojpur
Pour les articles homonymes, voir Bhojpur.
Les stupas de Bhojpur, aussi appelés stupas de Murelkhurd par la Archaeological Survey of India pour éviter la confusion avec le village et site archéologique de Bhojpur, Madhya Pradesh (en) environ 45km au sud-ouest, sont un ensemble d'une trentaine de stupas situés au sud-est de Sanchi, à environ 11 km,
Il y a en tout quatre groupes de stupas entourant Sanchi dans un rayon d'une vingtaine de kilomètres : Bhojpur et Andher au sud-est, Sonari au sud-ouest, et Satdhara à l'ouest. Plus loin au sud, à environ 100 km, se trouve Saru Maru.
Tous ces stupas ont été fouillés au XIXe siècle par Major Cunningham, qui dans plusieurs cas a emporté les reliquaires en Angleterre. L'un des reliquaire est fait de cristal de roche et se présente sous la forme d'un stupa bouddhiste. Le cristal de roche, un matériau d'une pureté extrême, était souvent utilisé pour fabriquer des récipients pour des reliques sacrées. Ce reliquaire a été trouvé la chambre des reliques de Stupa 2 lors des fouilles en 1851 par Alexander Cunningham et F.C. Maisey. 
Le centre des stupas était creux pour accueillir de petites reliques (présentes lorsqu'elles sont ont été excavées, mais maintenant perdues), et le stupa aurait été coiffé d'un parapluie, symbole de haut rang. Ces stupas datent probablement du Ier siècle av. J.-C..

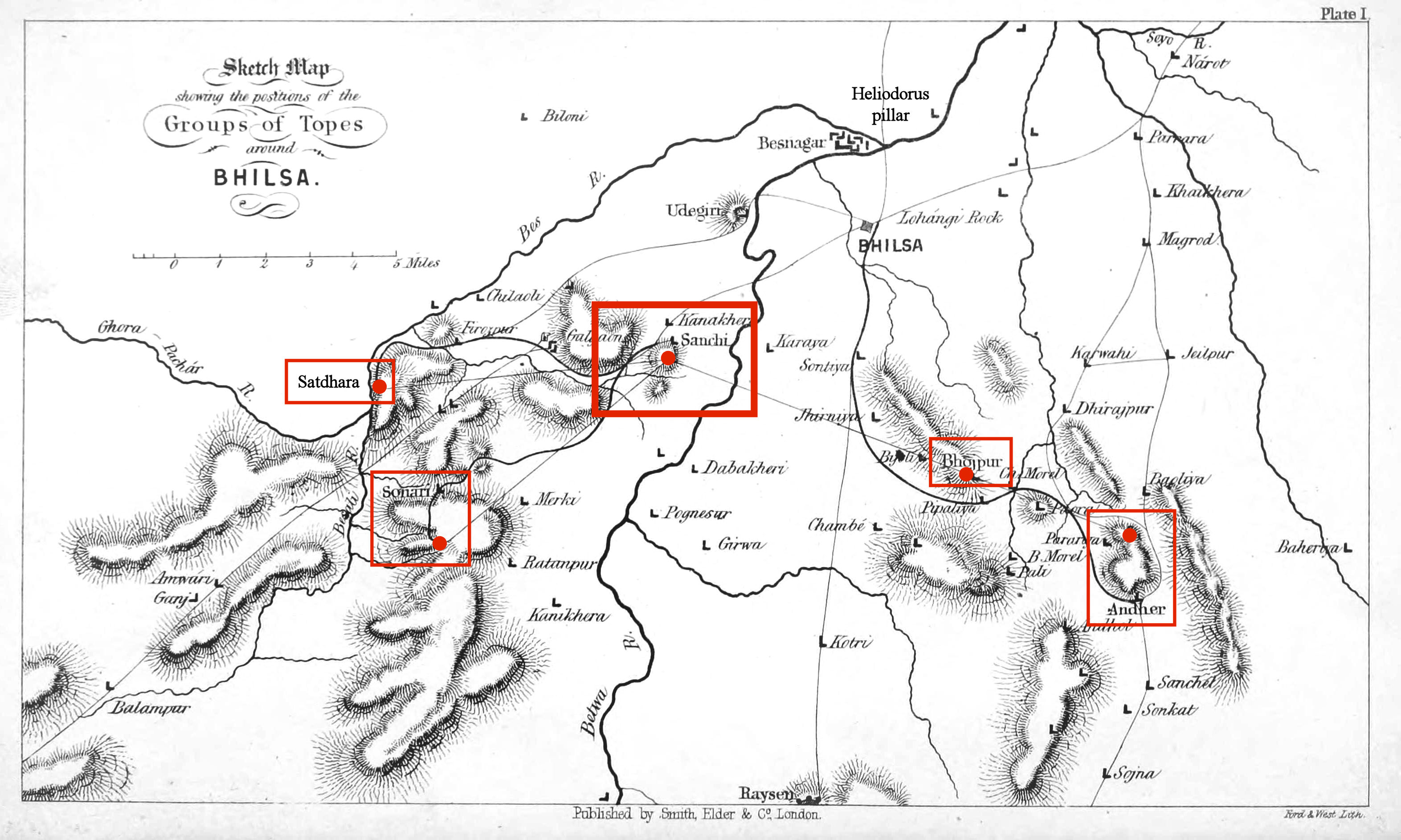
Sanchi et stupas des environs.
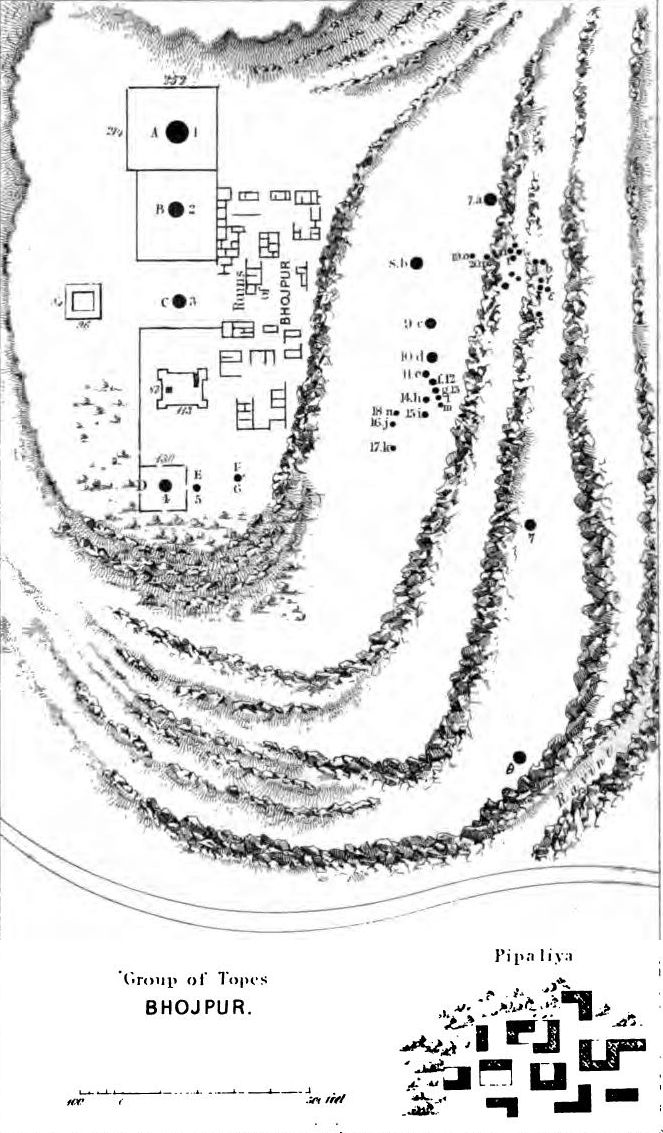
Plan général.
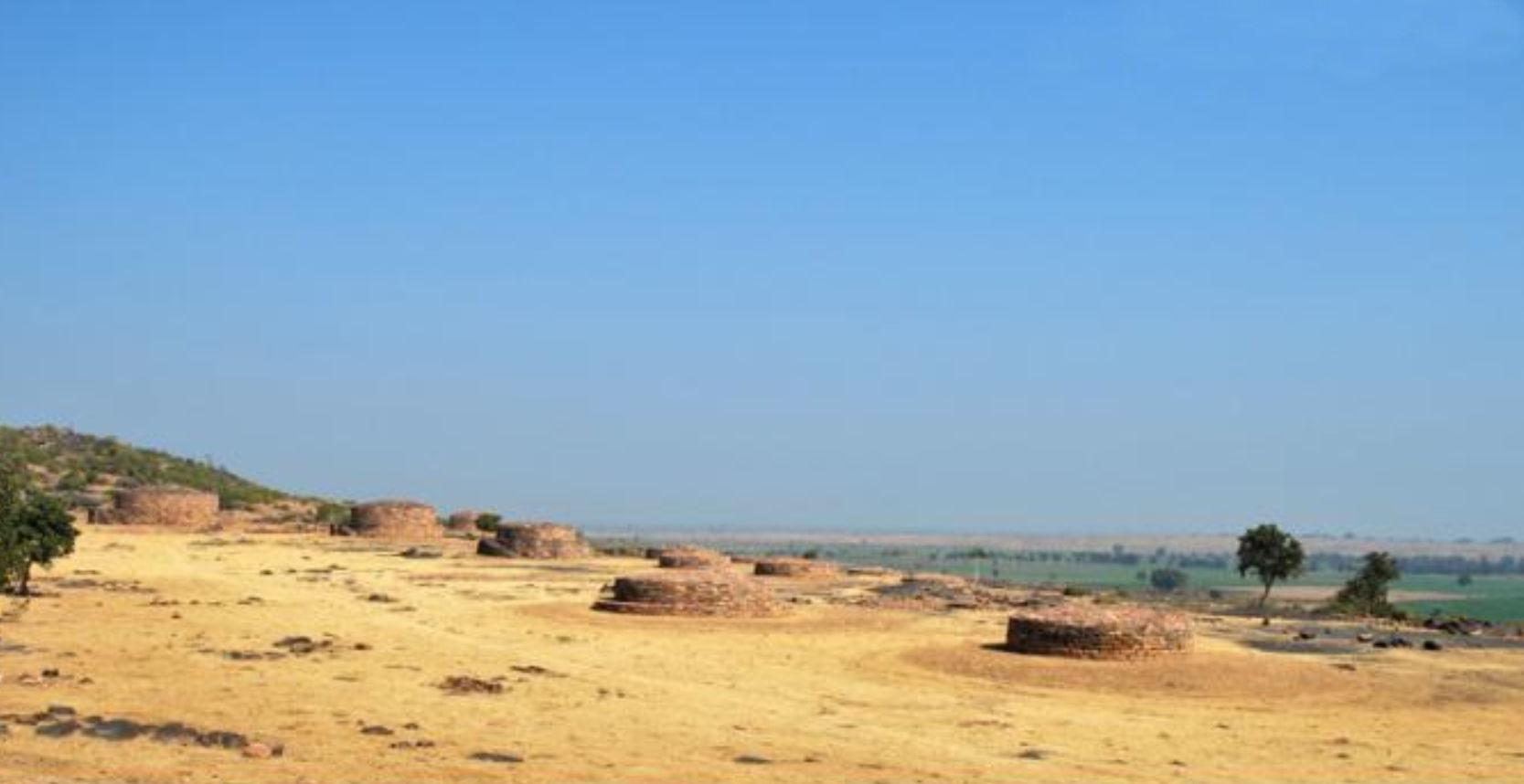
Groupe de stupas.
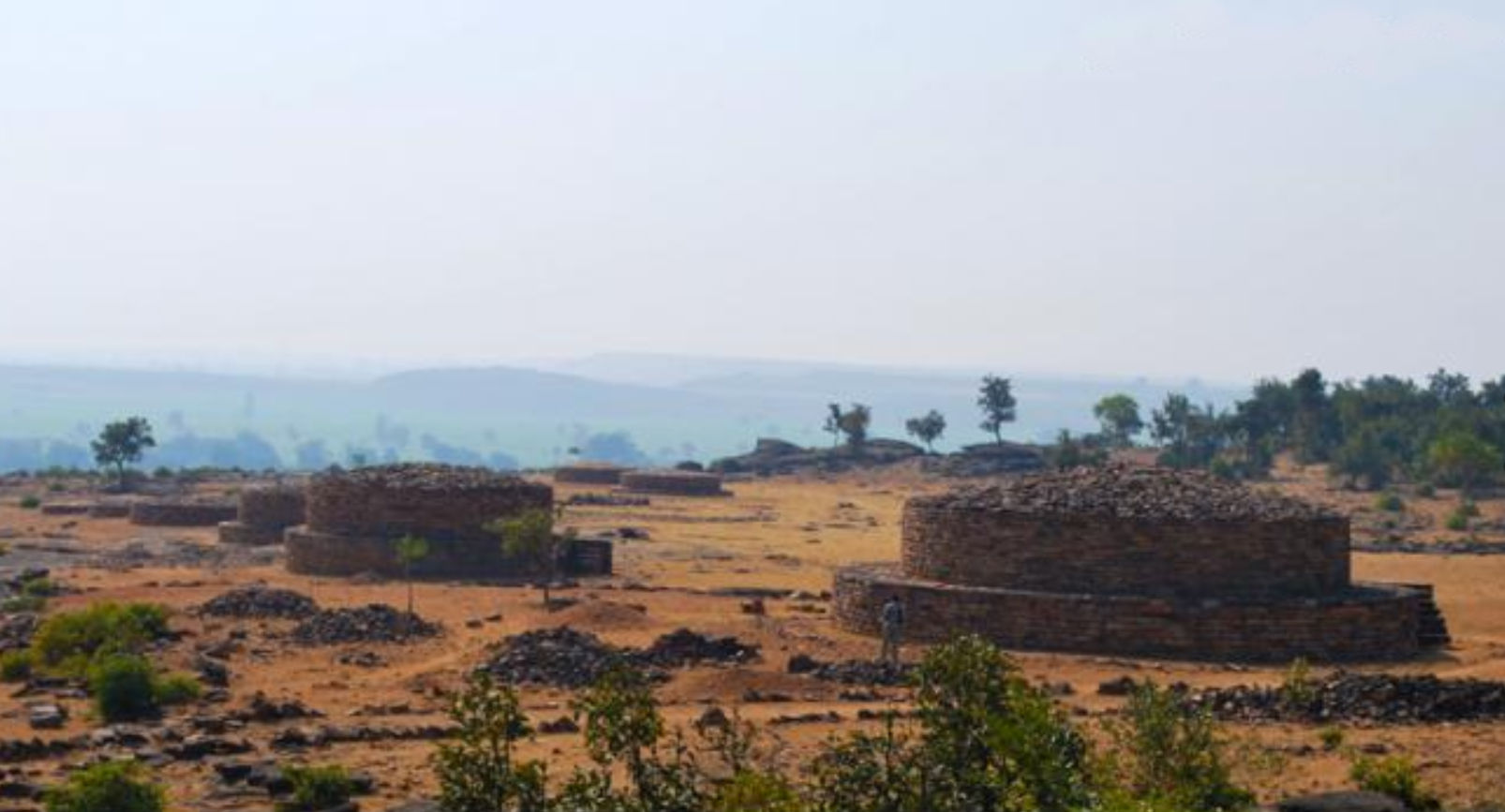
Groupe de stupas. les stupas de Sanchi apparaissent au loin.
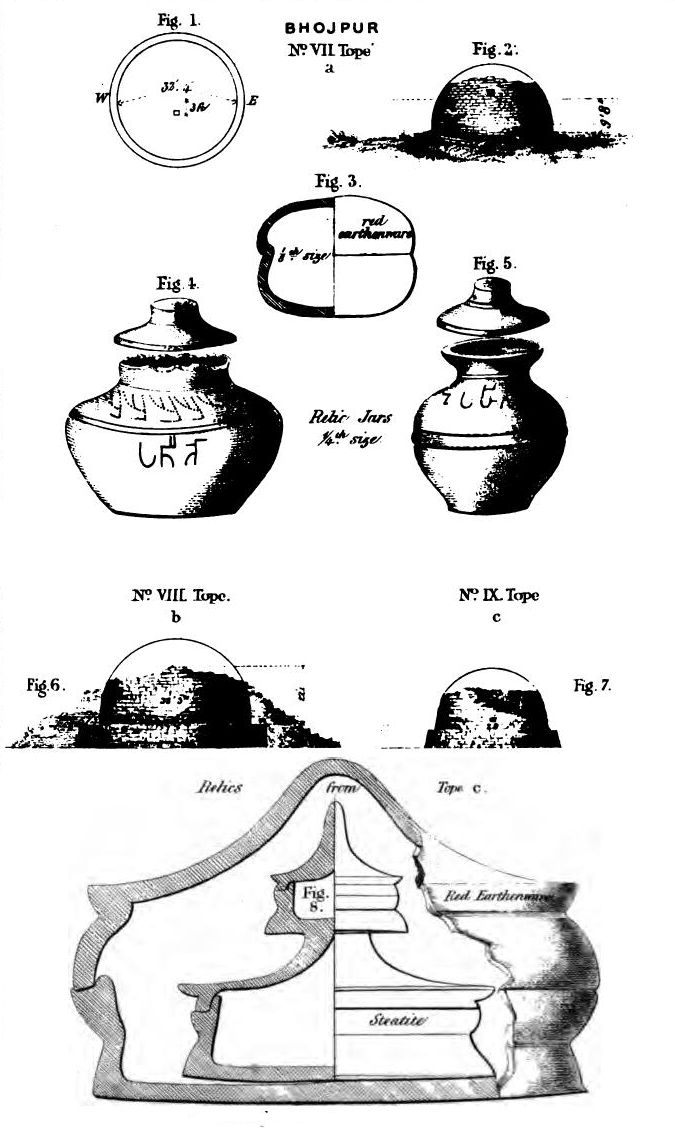
Stupas, reliquaires et inscriptions.
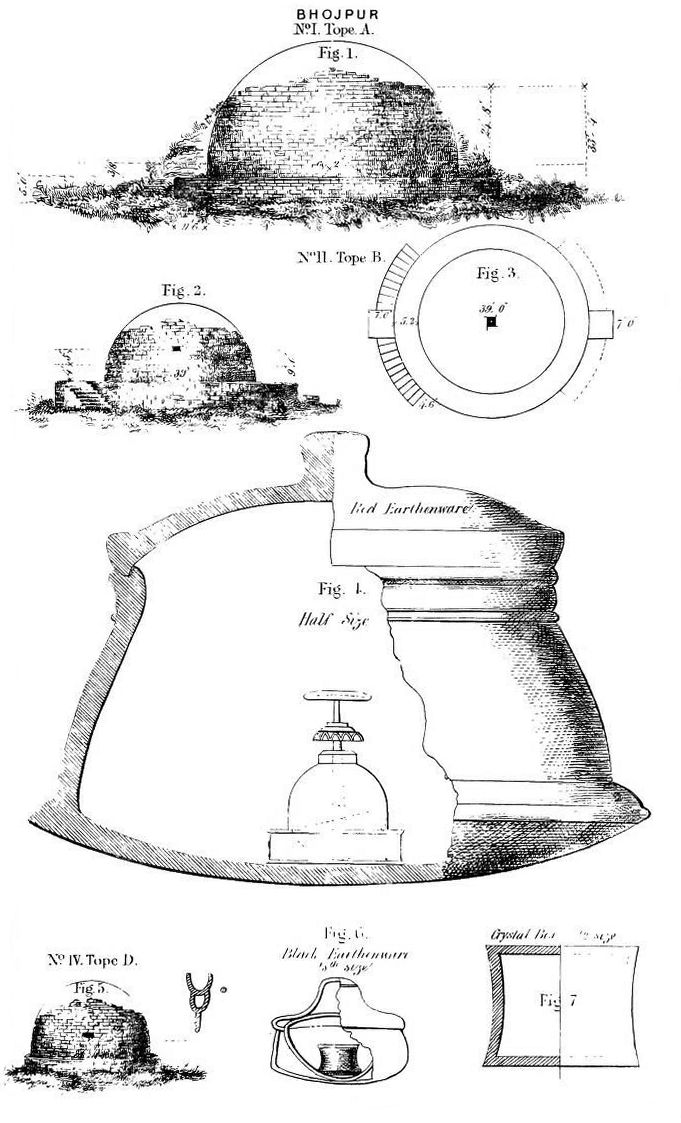
Stupas, reliquaires et inscriptions.
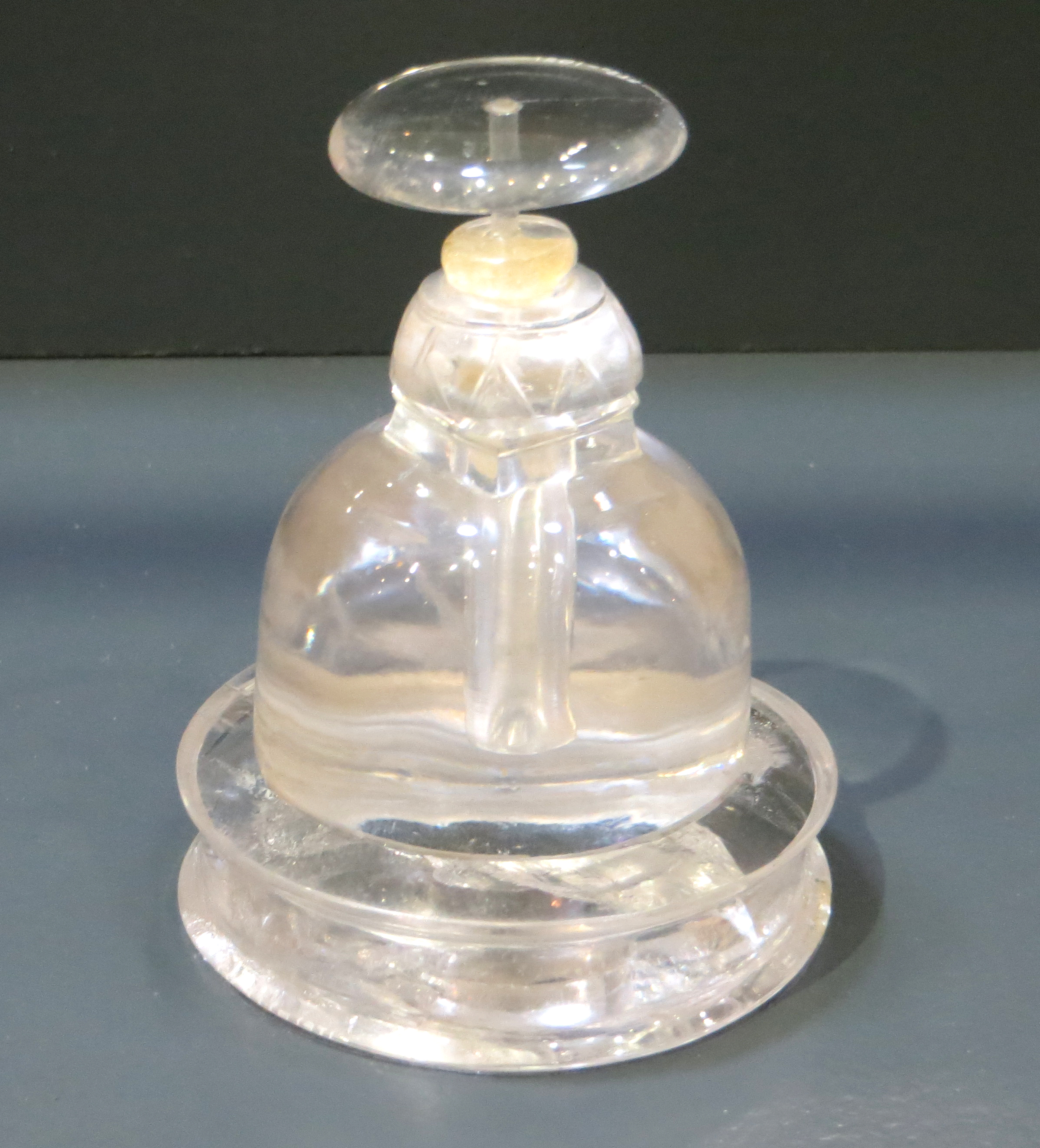
Le reliquaire du stupa n°2, en cristal de roche (H: 11 cm, L: 8 cm, Victoria and Albert Museum)[4].

## Référence
1. ↑  Archaeological Survey of India
2. 1 2  Buddhist Circuit in Central India: Sanchi, Satdhara, Sonari, Andher, Travel ... p.31
3. 1 2  Notice du VIctoria and Albert Museum
4. ↑  notice